# Monedas de euro de Portugal
El euro (EUR o €) es la moneda oficial de las instituciones de la Unión Europea desde 1999, cuando sustituyó al ECU, de los Estados que pertenecen a la eurozona y de los micro-Estados europeos con quienes la Unión tiene acuerdos al respecto. También es utilizado de facto en Montenegro y Kosovo. Las monedas de euro están diseñadas de tal manera que en su anverso muestran un diseño específico del Estado emisor mientras que en su reverso muestran un diseño común.
En 2007, el lado común de las monedas de euro cambió. En las monedas de euro de Portugal (así como en las de Austria, Ciudad del Vaticano, Italia y San Marino) el cambio se hizo en 2008.

## Diseño regular
Las monedas de euro portuguesas presentan tres diseños diferentes para cada una de las tres series de monedas. Sin embargo, estos diseños son bastante similares entre sí, ya que representan antiguos sellos reales de D. Alfonso Henriques, inscritos en un círculo formado por siete castillos, cinco escudos y las letras de la palabra "Portugal". A su vez este círculo está inscrito en otro formado por las 12 estrellas de la UE y el año de acuñación. Todos los diseños son obra de Vítor Manuel dos Santos
| Motivos de las monedas de 1, 2 y 5 cts, 10, 20 y 50 cts y 1 y 2 euro                                                          |
| \| \| \| El sello real representación heráldica que da motivo a las monedas de 1, 2 y 5 cts, 10, 20 y 50 cts y 1 y 2 euro. \| |
| |
| El sello real representación heráldica que da motivo a las monedas de 1, 2 y 5 cts, 10, 20 y 50 cts y 1 y 2 euro.             |

| 0,01 €                | 0,02 € | 0,05 €                                                                                |
| --------------------- | ------ | ------------------------------------------------------------------------------------- |
|                       |        |                                                                                       |
| El sello real de 1134 |        |                                                                                       |
| 0,10 €                | 0,20 € | 0,50 €                                                                                |
|                       |        |                                                                                       |
| El sello real de 1142 |        |                                                                                       |
| 1,00 €                | 2,00 € | 2 € (canto)                                                                           |
|                       |        | El canto representa los siete castillos y cinco escudos de armas del escudo nacional. |
| El sello real de 1144 |        |                                                                                       |

## Monedas conmemorativas en euro de Portugal
Para más información, véase monedas conmemorativas de 2 euros.
| Año  | Motivo | Emisión | Imagen |
| ---- | --- | ------- | ------ |
| 2007 | Presidencia portuguesa de la Unión Europea La parte interna de la moneda representa un alcornoque (Quercus suber). Bajo las ramas, al lado izquierdo, está representado el escudo de armas portugués; al lado derecho, aparece la palabra POR TU GAL, cada sílaba en una línea. La leyenda 2007 PRESIDÊNCIA DO CONSELHO DA U.E. está inscrita en semicírculo en la parte inferior de la zona interior, junto con la firma del grabador (I. Vilar) a la izquierda y la marca de ceca INCM cerca del escudo de armas. En el anillo exterior aparecen las doce estrellas de la Unión.                                                                                       |         |        |
| 2007 | Diseño común: 50.º aniversario de la firma del Tratado de Roma |         |        |
| 2008 | 60.º aniversario de la Declaración Universal de los Derechos Humanos La parte central de la moneda muestra el escudo de Portugal en la parte superior, encima del texto PORTUGAL y del año de acuñación 2008. En la parte inferior se muestra un diseño geométrico y el texto 60 ANOS DA DECLARAÇÃO UNIVERSAL DOS DIREITOS HUMANOS (“60 AÑOS DE LA DECLARACIÓN UNIVERSAL DE LOS DERECHOS HUMANOS”). Aparecen también la marca de ceca, INCM (Imprensa Nacional - Casa da Moeda, “Ceca Nacional - Casa de la Moneda”) y la marca de grabador (Esc.J.Duarte, “Grabador João Duarte”). En el anillo exterior aparecen las doce estrellas de la bandera de la Unión Europea. |         |        |
| 2009 | Segundos Juegos de la Lusofonía La parte interior de la moneda muestra una gimnasta haciendo un espiral con un largo lazo. En la parte superior, aparece el escudo de armas portugués con un semicírculo formado por la inscripción PORTUGAL. En un semicírculo en la parte inferior está inscrito la leyenda 2.os JOGOS DA LUSOFONIA LISBOA entre las iniciales INCM a la izquierda y el nombre del artista J. AURÉLIO a la derecha. La marca del año aparece encima de la cabeza de la gimnasta, a la izquierda. Las doce estrellas de la Unión Europea rodean el diseño en la corona circular exterior de la moneda (en un fondo de líneas circulares concéntricas).  |         |        |
| 2009 | Diseño común: X Aniversario de la creación de la Unión Económica y Monetaria |         |        |
| 2010 | Centenario de la República Portuguesa La parte interna de la moneda muestra, en el centro, el escudo de armas portugués y la efigie de la República, dos de los símbolos más representativos de la República Portuguesa, todo ello rodeado a la derecha por los textos REPÚBLICA PORTUGUESA y 1910 · 2010. A la izquierda aparecen la marca de ceca INCM (de Imprensa Nacional - Casa da Moeda, «Ceca Nacional - Casa de la Moneda») y el nombre del autor, JOSÉ CÂNDIDO, y en el exterior las doce estrellas de la bandera europea. |         |        |
| 2011 | Quinto centenario del nacimiento de Fernão Mendes Pinto |         |        |
| 2012 | Guimarães: Capital europea de la cultura 2012 |         |        |
| 2012 | Diseño común: X Aniversario de la puesta en circulación de los billetes y monedas en euros |         |        |
| 2013 | 250 Aniversario de la construcción de la Torre de los Clérigos |         |        |
| 2014 | 40 Años del 25 de abril |         |        |
| 2014 | Año Internacional de la Agricultura Familiar |         |        |
| 2015 | 150 Años de la Cruz Roja Portuguesa |         |        |
| 2015 | 500 Años de los Primeros Contactos con Timor |         |        |
| 2015 | Diseño común: 30º aniversario de la Bandera europea |         |        |
| 2016 | Equipo Olímpico Portugal 2016 |         |        |
| 2016 | 50 Años del Puente 25 de abril |         |        |
| 2017 | 150 Años del Nacimiento de Raúl Brandão |         |        |
| 2017 | 150 Años de la Policía de Seguridad Pública |         |        |
| 2018 | 250 Años del Jardín Botánico de Ajuda |         |        |
| 2018 | 250 Años de la Imprenta Nacional |         |        |
| 2019 | 500 años de la circunnavegación de Magallanes |         |        |
| 2019 | 600 años del descubrimiento de la isla de Madeira |         |        |
| 2020 | 730º aniversario de la Universidad de Coímbra |         |        |
| 2020 | 75 años de las Naciones Unidas |         |        |
| 2021 | Participación portuguesa en los Juegos Olímpicos |         |        |
| 2021 | Presidencia portuguesa de la Unión Europea |         |        |
| 2022 | Centenario de la Primera travesía aérea del Atlántico sur |         |        |
| 2022 | Diseño común: 35º aniversario del programa Erasmus |         |        |